# Ring of Kerry
Ring of Kerry, Kerryjev obroč (irsko Mórchuaird Chiarraí) je krožna turistična pot, dolga 179 kilometrov, v grofiji Kerry na jugozahodu Irske. V smeri urnega kazalca iz Killarneyja sledi cesti N71 v Kenmare, nato N70 okoli polotoka Iveragh proti Killorglinu skozi Sneem, Waterville, Cahersiveen in Glenbeigh, nato se vrne v Killarney po N72.
Zanimive točke so Muckross House (v bližini Killarneyja), kamnita utrdba Staigue in Derrynane House, dom Daniela O'Connella. Južno od Killarneyja so Rossov grad, Lough Leane in razgledna točka Ladies View, vse v Killarneyjskem narodnem parku, so glavne znamenitosti ob obroču. Popoln seznam znamenitosti sestavljajo: Gap Dunloe, vas Bog, Ogamski kamni v Dunloeju, Kerry Woolen Mills, plaža Rossbeigh, center za dediščino v Cahersiveenu, Derrynane House, Skellig Experience, Staigue Fort, Kenmare Lace, Moll's Gap, grad Ballymalis, Ladies view, slap Torc, Muckross House, Modri bazen, Rossov grad, Ogamski kamni, stolnica svete Marije, samostan Muckros itd. 
Znani sta sprehajalna pot Kerry Way, ki ima svojo smer, in kolesarska pot Ring of Kerry, kjer je mogoče, sicer je treba uporabljati lokalne poti. Kerry Way približno sledi razgledni vozni cesti Ring of Kerry.
Je več različic poti, na primer v zalivu svetega Finiana in na otoku Valentia, ki ju uradna pot spregleda (uradna kolesarska pot poteka po otoku Valentia). Poleg plaž so tudi gorski prelaz Gap Dunloe, vas Bog, Derrynane House, Skellig Experience Valentia Island, Moll's Gap, slap  Torc, Muckross House in Rossov grad.
Pot je priljubljeno enodnevno potovanje in številne avtobusne družbe ponujajo izlete v poletnih mesecih. Ker ozke ceste  turističnim avtobusom otežujejo potovanje, vsi vozijo v nasprotni smeri urnih kazalcev, najprej prek Killorglina. Nekateri priporočajo, naj lastniki avtomobilov vozijo v nasprotni smeri in se najprej odpravijo v Kenmare, da bi se izognili zamudam, ki jih povzročijo avtobusi. Drugi svetujejo potovanje v nasprotni smeri urnega kazalca, da bi se izognili srečevanju z avtobusi. Leta 2008 so bili satelitski navigacijski sistemi krivi za usmerjanje voznikov avtobusov v smeri urnega kazalca. 

## Druga literatura
- John Crowley and John Sheehan. The Iveragh Peninsula: A Cultural Atlas of the Ring of Kerry, 2009. Cork University Press. ISBN 978-1-85918-430-1.